# Британская национальная лотерея
Британская национальная лотерея — финансируемая государством лотерея Великобритании и острова Мэн.
Лотерея управляется компанией «Камелот Групп» (Camelot Group) по лицензии, полученной в 1994 году, 2001 и снова в 2007 году. Лотерея регулируется Национальной лотерейной комиссией и была основана премьер-министром Джоном Мэйджором в 1994 году.
Все призы лотереи не облагаются налогами и выплачиваются единовременной суммой. Денежный оборот лотереи распределяется следующим образом: 50 % поступает в призовой фонд, 28 % идёт на благотворительность, 12 % — государственная пошлина, 5 % — комиссия продавцам, 5 % — операционные расходы «Камелот Групп», из которых 0,5 % — доход организации. Лотерейные билеты и карточки со стираемым защитным кодом могут быть приобретены только лицами старше 16 лет.

## История
Законодательство от 1698 года указывало, что все лотереи в Англии являются незаконными, кроме одобренных непосредственно государством. Акт 1934 года, а также последующие за ним акты 1956 и 1976 годов, легализовали некоторые маленькие лотереи. Государственная лотерея в Великобритании была основана по государственной лицензии правительством Джона Мейджора в 1993 году. Британская национальная лотерея управляется частной организацией, Камелот Групп получила в своё управление лотерею 25 мая 1994 года. Первый розыгрыш прошёл 19 ноября 1994 года в телевизионной программе с ведущим Ноелем Эдмондсом. Первой выигрышной комбинацией были следующие номера: 30, 3, 5, 44, 14, 22 + бонусный шар 10. Семь победителей разделили между собой джекпот в размере 5 874 778 £.
На острове Мэн билеты начали продаваться 2 декабря 1999 года.
В 2002 году Британская национальная лотерея пережила серьёзное обновление с целью поднять продажи билетов. Основная игра была переименована в Лото (Lotto), и Национальная лотерея Экстра была переименована в Лото Экстра (Lotto Extra). Логотип в виде скрещенных пальцев был также изменён. Однако всё сообщество игр по прежнему известно как Национальная лотерея. Это один из самых популярных видов азартных игр в Великобритании.
В ноябре 2009 года «Камелот» обновил свои лотерейные аппараты. Новые аппараты носят названия Артур, Гиневра, Ланселот и Мэрлин, как и их предшественники. В то же время новые аппараты были представлены для игры Громо-шар (Thunderball). Все новые аппараты соответствуют модели Магнум II производства компании SmartPlay International Inc., новые аппараты игры Громо-шар — модели СмартПлэй Галоген II.

## Юридические ограничения
- К игре допускаются лица старше 16 лет.
- Билеты можно купить в лицензированных магазинах Великобритании и в интернете.
- Покупка билетов с сайта Национальной лотереи доступна только для лиц, имеющих банковский счёт в Великобритании, проживающих в Великобритании или на острове Мэн, и на момент покупки билета находящихся на территории Великобритании или острова Мэн.
- Если билет покупается группой людей, представитель группы должен соответствовать всем вышеуказанным критериям, и все члены группы должны быть старше 16 лет.
- Выигрыш по билету нельзя передать другому лицу, поэтому коммерческие организации не могут участвовать в розыгрыше.

## Игры
Национальная лотерея объединяет несколько розыгрышей под своим брендом:

#### Лото
Игроки покупают билеты, выбирая 6 различных номеров от 1 до 49; существует опция «Счастливая комбинация» для тех, кто желает выбрать номера случайным образом автоматически.
Во время розыгрыша из общего числа шаров от 1 до 49 случайным образом вытягиваются шесть. Далее вытягивается бонусный шар, который значим для игроков, угадавших 5 номеров.
Призы выдаются игрокам, угадавшим по крайней мере 3 из 6 вытянутых номеров, сумма приза увеличивается с увеличением количества совпадений. Все игроки, угадавшие все 6 номеров, поровну делят между собой заявленный джекпот. Шанс на выигрыш джекпота — 1 из 13 983 816. Если угадано 4, 5 или 6 номеров, соответствующий приз делится между всеми, кто угадал необходимую комбинацию. Если ни один из игроков не угадал все 6 номеров, сумма джекпота добавляется к призовому фонду следующего тиража — это называется аккумуляцией. Количество аккумуляций подряд было ограничено тремя до 10 февраля 2011 года. На сегодняшний день джекпот может аккумулироваться четыре раза подряд. Аккумуляции происходят довольно часто, например в 2011 году это произошло 20 раз в среду (39 %) и 13 раз в субботу (25 %). Двойные аккумуляции случаются гораздо реже. Впервые джекпот аккумулировался 3 раза подряд в субботу 29 сентября 2012 года, размер джекпота достиг 19,5 млн £. В субботу 5 ноября 2011 года Национальная лотерея провела Супер розыгрыш с джекпотом в размере 10 млн £. Аккумуляции после этого розыгрыша предусмотрено не было.
Цена ставки в Лото изначально была на отметке 1 £. С 13 октября 2013 года группа Камелот объявила об увеличении цены ставки вдвое в связи с изменением структуры призов Объявление об увеличении цены игровой ставки совпало со слухами о том, что организаторы лотереи получили крупные прибавки к зарплате, что повлекло за собой волну критики в адрес группы Камелот.
Нововведения означали увеличение джекпотов в среднем на 1,1 млн £ в субботних тиражах и на 400 000 £ в среду, а также увеличение приза на 15 £ и на 40 £ за совпадение 3-х и 4-х номеров соответственно. За совпадение 5 номеров приз уменьшился на 500 £ и за совпадение 5 номеров + бонусного шара — на 50 000 £ по сравнению с предыдущей структурой.
Розыгрыш проводится по средам и пятницам. Субботние розыгрыши начались 19 ноября 1994 года под именем «Национальной лотереи». Первый розыгрыш в среду прошёл 5 февраля 1997 года. Все розыгрыши транслируются в реальном времени на канале BBC One.
Лото на данный момент является наиболее популярной игрой в сообществе Британской национальной лотереи. Около 31 миллиона билетов продаётся по каждому субботнему розыгрышу и 18 миллионов — перед розыгрышем в среду. Самый крупный джекпот, выигранный по одному билету, на сегодняшний день — 22 590 829 £, выигран 10 июня 1995 года двумя бизнесменами Полом Мэддисоном и Марком Гардинером, которые купили билет вместе и разделили между собой приз. Самый крупный выигранный джекпот — 42 008 610 £, разыгран 6 января 1996 года и поделён между 3 игроками, пожелавшими остаться неназванными. Каждый из них получил по 14 002 870 £.
5 октября 2013 года группа Камелот представила новую игру «Новое Лото». Частью изменений было увеличение цены билета до 2 £, структура призов была также изменена, а также был добавлен лотерейный розыгрыш (Lotto Raffle), по которому не менее 50 игроков выигрывают по 20 000 £ в каждом тираже.
Призовой фонд Лото составляет около 45 % от продаж в обычную неделю. Однако в долгосрочных расчётах средний процент призового фонда от продаж равняется практически точно 46 в связи с проведением Супер розыгрышей. Победители последней призовой категории, угадавшие 3 номера из 6, получают 25 £ каждый (шанс на получение этого приза равен 1 из 56). Остальной призовой фонд распределяется поровну между игроками следующим образом:
4 номера из 6 — 22 % призового фонда (1 шанс 1031);
5 номеров из 6 — 10 % призового фонда (1 шанс из 55 490);
5 номеров из 6 + бонусный шар — 16 % призового фонда (1 шанс из 2 330 635);
6 номеров из 6 — 52 % призового фонда (1 шанс из 13 983 815).
Общий шанс выиграть в какой-нибудь призовой категории составляет 1 из 54.

#### Лото «Горячий набор»
Этот розыгрыш использует результаты Лото, но является независимой игрой. Игроки выбирают номера, а также количество шаров, которые они намереваются угадать (не более пяти). Однако, если игрок не угадывает все выбранные номера, он не является победителем. Национальная лотерея описывает Лото «Горячий набор» как «5 в одной», так как у игроков есть на выбор 5 вариантов игры, каждая из них предлагает различные шансы на выигрыш и отличается по стоимости. Цена ставки Лото «Горячий набор» — 1 £.

#### Громо-шар
В случае розыгрыша «Громо-шар» игрокам необходимо выбрать 5 основных номеров от 1 до 39 и один Громо-шар от 1 до 14. Цена ставки равняется 1 £. Призы раздаются за совпадение основных номеров и увеличиваются при совпадении также Громо-шара. Самый крупный приз в размере 500 000 £ выдаётся победителю, угадавшему все 5 основных номеров плюс Громо-шар. Лотерея также предусматривает призовую категорию за совпадение только Громо-шара с призом в размере 3 £. Розыгрыш проводится по средам, пятницам и субботам в прямом эфире на канале BBC One.
Первый розыгрыш «Громо-шар» прошёл 12 июня 1999 года и сначала повторялся только по субботам. Правила игры «Громо-шар» были изменены 9 мая 2010 года. До этого основные номера выбирались от 1 до 34, призовой категории за совпадение только Громо-шара не существовало, а также джекпот был в два раза меньше — 250 000 £. Впоследствии в тиражам по средам и субботам был добавлен пятничный тираж. Благодаря введённым изменением шанс выиграть любой приз увеличилась более чем вдвое, в то время как шанс выиграть джекпот уменьшился более чем в два раза.
|                  | Старые плавила (1999—2010) | Старые плавила (1999—2010) | Новые Правила (после мая 2010) | Новые Правила (после мая 2010) |
| Совпадения       | Приз, £                    | Шансы на выигрыш           | Приз, £                        | Шансы на выигрыш               |
| ---------------- | -------------------------- | -------------------------- | ------------------------------ | ------------------------------ |
| Только Громо-шар | -                          | -                          | 3                              | 1 из 29                        |
| 1 + Громо-шар    | 5                          | 1 из 33                    | 5                              | 1 из 35                        |
| 2 + Громо-шар    | 10                         | 1 из 107                   | 10                             | 1 из 135                       |
| 3 номера         | 10                         | 1 из 74                    | 10                             | 1 из 111                       |
| 3 + Громо-шар    | 20                         | 1 из 960                   | 20                             | 1 из 1437                      |
| 4 номера         | 100                        | 1 из 2067                  | 100                            | 1 из 3647                      |
| 4 + Громо-шар    | 250                        | 1 из 26 866                | 250                            | 1 из 47 415                    |
| 5 номера         | 5000                       | 1 из 299 661               | 5000                           | 1 из 620 046                   |
| 5 + Громо-шар    | 250 000                    | 1 из 3 895 584             | 500 000                        | 1 из 8 060 598                 |

#### Евромиллионы
В субботу 7 февраля 2004 года группа Камелот запустила новую общеевропейскую лотерею — Евромиллионы. Первый розыгрыш прошёл в пятницу 13 февраля 2004 года в Париже. Изначально в лотерее участвовали Великобритания, Франция и Испания. 8 октября 2004 года к лотерее присоединились Австрия, Бельгия, Ирландия, Люксембург, Португалия и Швейцария. Розыгрыши проводятся в Париже и транслируются в записи на канале BBC One примерно через 3 часа после завершения тиража. Цена ставки Евромиллионов — 2 £. Шанс выиграть джекпот составляет 1 из 116 531 799

#### Карточки моментального выигрыша и моментальные выигрыши онлайн
В дополнение к билетам лотерейных тиражей Британская национальная лотерея также продаёт карточки моментального выигрыша.
Эти карточки содержат поле, покрытое тонким слоем серого латекса (обычно с учётом дизайна типа карточки), который можно стереть. Под латексом обозначены символы, определяющие соответствующий приз. Карточки можно купить в большинстве отделов периодики.
Стандартная карточка моментального выигрыша подразумевает, что игроку необходимо найти три одинаковых приза под защитным слоем. В этом случае он выигрывает заявленный приз. Самый крупный моментальный выигрыш, выданный на сегодняшний день — 4 000 000 £, получен за карточку по цене 10 £/ На данный момент максимальный приз по карточке моментального выигрыша за 1 £ равняется 100 000 £.
Изначально все карточки моментального выигрыша стоили 1 £. Впоследствии были введены карточки разных ценовых категорий от 2 до 10 £. Карточки за более высокую цену содержат больше розыгрышей и предлагают более крупные призы. Шанс выиграть самый крупный приз по карточке моментального выигрыша в большой степени зависит от количества проданных карточек, а также от того, находится ли карточка с этим призом на данный момент в продаже. В среднем шанс на выигрыш крупного приза равняется 1 из 3.500.000.
Недавно группа Камелот также добавила новую ценовую категорию карточек моментального выигрыша стоимостью 10 £ и максимальным возможным призом 4 000 000 £.
Онлайн игры моментального выигрыша также предоставляют игрокам возможность получить приз здесь и сейчас. Некоторые игры сходны по формату с карточками моментального выигрыша, другие игры подразумевают дополнительные действия вроде бросания кубиков или нахождения специальных символов. Однако онлайн игры моментального выигрыша основаны исключительно на вероятности и не имеют конкурсной основы. Игрокам необходимо зарегистрироваться на сайте, чтобы принять участие в игре. Также как и в отношении карточек моментального выигрыша, существуют разные категории игр с разными призами и различными шансами на выигрыш. Цены варьируются от 25 центов до 5 £ за одну ставку. На сегодняшний день максимальным выигрышем в онлайн игру является 1 миллион £ за пятифунтовую ставку. Шансы на выигрыш варьируются и могут быть выше или ниже шансов на выигрыш в случае с карточкой моментального выигрыша.

#### Розыгрыш миллионеров
Каждый билет Евромиллионов, купленный в Великобритании, обладает уникальным номером, состоящим из трёх букв и шести цифр. В каждом тираже Евромиллионов определяется победитель по этому номеру, приз обычно составляет 1 000 000 £ за исключением особых тиражей. Шанс на выигрыш зависит от количества проданных билетов, участвующих в тираже, обычно это 1 из 3 500 000 во вторник и 1 из 9 200 000 в пятницу.

#### Лото розыгрыш
Вскоре после изменений в игре Лото группа Камелот объявила о Лото розыгрыше, который проходит по билету, автоматически добавляемому к каждому билету Лото. Каждый номер розыгрыша состоит из цветового кода и 8 цифр. Каждый выигрышный номер получает фиксированный приз размером 20 000 £. После каждого тиража список выигрышных номеров публикуется в интернете, а также карта, на которой обозначены регионы, в которых были проданы соответствующие билеты. Количество победителей различается в зависимости от аккумуляции джекпота:
- Обычный розыгрыш — 50 победителей.
- Первая аккумуляция — 100 победителей.
- Вторая аккумуляция — 150 победителей.
- Третья аккумуляция — 200 победителей.
- Четвёртая аккумуляция — 250 победителей[18].

В первые два тиража после введения этого розыгрыша победителей было 1000 в каждом тираже.